# Per Ulrik Stenhammar

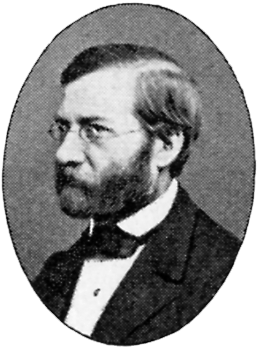
Per Ulrik Stenhammar

Per Ulrik Stenhammar (Törnevalla (Östergötland), 20 februari 1829 - Stockholm, 8 februari 1875) was een Zweedse architect en componist. Hij was de vader van de componist Wilhelm Stenhammar.

## Biografie
Per Ulrik Stenhammar was de zoon van botanicus Christian Stenhammar en Anna Charlotta Kernell. Hij ontving het grootste deel van zijn opleiding in Stockholm. Zijn studie bouwkunde volgde hij aan het Technologisch Instituut van de Zweedse hoofdstad, waarna hij ook de Kunstacademie (Kungliga Akademien för de fria konsterna) bezocht. Vanaf 1866 was hij op dit laatste instituut werkzaam als docent. Vanaf 1874 was hij lid van de Zweedse academie voor wetenschappen.
Als architect heeft hij veel ontwerpen gemaakt voor gebouwen in Stockholm, zoals de Erste Kyrka en het gebouw van de Koning Oscar I-stichting. Daarnaast bouwde hij diverse kerken in kleine dorpen. Tot zijn meest bijzondere bouwwerken behoort het Zweedse missiestation Mkullo in Massawa (Eritrea)
In 1858 trouwde hij met gravin Louise Rudenschöld (1828-1902). Uit het huwelijk werden twee zoons geboren: Ernst en Wilhelm.
De muziek speelde een belangrijke rol in de familie Stenhammar. Hoewel hij geen formele muziekopleiding ontving, ontwikkelde hij zich tot een gerespecteerd pianist, organist en componist van vooral kerkmuziek.
Sinds 1868 was hij lid van de Koninklijke Zweedse Muziekacademie

## Composities (selectie)
- Höstpsalm, (Herfstpsalm) voor sopraan, alt, tenor, bas en gemengd koor
- David och Saul, oratorium (1878) voor solisten, gemengd koor en orgel, in 1900 georkestreerd door zijn zoon Wilhelm Stenhammar
- Från girighetssnaran förvara, voor koor
- O vad är väl all fröjd på jorden, psalm

## Bouwwerken
- Ersta sjukhus, (Eerste Ziekenhuis, diaconessenhuis, Stockholm), 1863
- Ersta kyrka, (Eerste kerk, Stockholm), 1871-1872
- Johannelunds gårds missiekerk, Bromma, 1867
- Kerk in Brismene, 1863
- Kerk in Häggum, 1864
- Kerk in Sjogerstad, 1866
- Kerk in Rödeby, 1875–1877

- Gemeinsame Normdatei: 142282804
- International Standard Name Identifier: 0000 0001 1747 2790
- KulturNav: b0f59a35-fee2-41d2-984b-b192aa2b0af3
- Library of Congress Control Number: no93012623
- MusicBrainz: 1865a435-8f68-42c4-a354-57cf5e3d13b7
- LIBRIS: 302120
- Virtual International Authority File: 16796699
- WorldCat: E39PBJgMBJc4Rx7YRJq7qq9Rrq